# Trakiszki (stacja kolejowa)
Trakiszki – stacja kolejowa w Trakiszkach, w województwie podlaskim, w powiecie sejneńskim, w gminie Puńsk. Według klasyfikacji PKP ma kategorię dworca lokalnego. Stacja graniczna na trasie prowadzącej przez przejście graniczne Trakiszki-Mockava do litewskiego Szostakowa.

## Ruch pasażerski
| Rok  | Wymiana pasażerska na dobę |
| ---- | -------------------------- |
| 2017 | 0-9                        |
| 2022 | 0-9                        |

Zabytkowy drewniany budynek stacji, zbudowany w 1896 roku, został zastąpiony nowym, wybudowanym podczas gruntownej modernizacji całej stacji.